# Finlaysonia obovata
Finlaysonia obovata är en oleanderväxtart som beskrevs av Nathaniel Wallich. Finlaysonia obovata ingår i släktet Finlaysonia och familjen oleanderväxter. Inga underarter finns listade i Catalogue of Life.